# Su e zo per i ponti
Su e zo per i ponti är en amatörlöpning utan tävlingsinslag som genomförs i Venedig mellan mars och april varje år.
Starten sker på Markusplatsen framför Dogepalatset. Löparna följer en sträckning som är karakteristisk för staden och som går via gränder, torg och broar genom hela staden. Därifrån kommer namnet Su e zo som på dialekt betyder upp och ner.
Det finns alternativa sträckningar för olika åldrar och på flera ställen under loppet finns tillgång till förfriskningar.
Vid målet på Sankt Marcusplatsen får man som pris en medalj som minne.